# تالدی-بولاک (باشقیرستان)
تالدی-بولاک (انگلیسی: Taldy-Bulak, Republic of Bashkortostan) یک شهرک در شهرستان یرمکیفسکی استان باشقیرستان کشور روسیه است.